# Stanislas Dehaene
Stanislas Dehaene (ur. 12 maja 1965 w Roubaix) – francuski neurobiolog. W swojej działalności naukowej zajmuje się szeregiem różnych tematów, m.in. poznaniem numerycznym i neuronowymi podstawami czytania.
Kształcił się w dziedzinie matematyki w paryskiej École normale supérieure. W 1985 r. uzyskał magisterium z zakresu matematyki stosowanej i informatyki na Uniwersytecie Paryskim VI. Edukację kontynuował w École des Hautes Études en Sciences Sociales, gdzie w 1989 r. otrzymał doktorat z psychologii poznawczej.

## Książki
- La Bosse des maths. Paryż: Odile Jacob, 1997. ISBN 2-7381-0442-8.
- The number sense. Nowy Jork: Oxford University Press, 1997; Cambridge (UK): Penguin Press, 1997. ISBN 0-19-511004-8.
- Vers une science de la vie mentale. Paryż: Fayard, 2007. ISBN 2-213-63084-4.
- Les neurones de la lecture. Paryż: Odile Jacob, 2007. ISBN 2-7381-1974-3.
- Reading in the brain. Nowy Jork: Penguin, 2009. ISBN 0-670-02110-5.
- Consciousness and the Brain: Deciphering How the Brain Codes Our Thoughts. Viking Adult, 2014. ISBN 978-0-670-02543-5.
- Le Code de la conscience, Paryż: Odile Jacob, 2014, ISBN 978-2738131058
- How We Learn: Why Brains Learn Better Than Any Machine . . . for Now Viking, 2020. ISBN 978-0525559887.